# Статоциста
Статоциста (от на гръцки: στᾰτός — стоящ и на гръцки: κύστις – мехур) е механорецепторен орган на равновесието при някои безгръбначни животни като мекотели, мешести, иглокожи, и ракообразни. Сходни по устройство структури се срещат и при представителите от тип Xenacoelomorpha..
Представляват малки разтворени празнини, покрити отвътре с малки ресничести клетки изпълнени с течност. В течността плуват различен брой варовити телца, наречени „статолити“. В зависимост от положението на тялото те натискат едни или други клетки на статоциста. Генерираният импулс към церебралния ганглий позволява да се определи положението на животното в пространството.